# Hegemone (Mond)
Hegemone (auch Jupiter XXXIX) ist einer der kleineren Monde des Planeten Jupiter.

## Entdeckung
Hegemone wurde am 8. Februar 2003 von Astronomen der Universität Hawaii entdeckt und wurde zunächst mit der vorläufigen Bezeichnung S/2003 J 8 versehen. Am 30. März 2005 
erhielt der Mond von der Internationalen Astronomischen Union (IAU) den offiziellen Namen Hegemone, nach einer der Chariten aus der griechischen Mythologie. 

## Bahndaten
Hegemone umkreist Jupiter in einem mittleren Abstand von 23.947.000 km in 739 Tagen, 14 Stunden und 24 Minuten. Die Bahn weist eine Exzentrizität von 0,3276 auf. Mit einer Neigung von 155,214° ist die Bahn retrograd, d. h., der Mond bewegt sich entgegen der Rotationsrichtung des Jupiter um den Planeten. 
Aufgrund ihrer Bahneigenschaften wird Hegemone der Pasiphae-Gruppe, benannt nach dem Jupitermond Pasiphae, zugeordnet.

## Physikalische Daten
Hegemone besitzt einen Durchmesser von etwa 3 km. Ihre Dichte wird auf 2,6 g/cm³ geschätzt. Sie ist vermutlich überwiegend aus silikatischem Gestein aufgebaut.
Sie weist eine sehr dunkle Oberfläche mit einer Albedo von 0,04, d. h., nur 4 % des eingestrahlten Sonnenlichts werden reflektiert. Ihre scheinbare Helligkeit beträgt 22,9m.